# Скочково (Мазовецьке воєводство)
Скочково (пол. Skoczkowo) — село в Польщі, у гміні Завідз Серпецького повіту Мазовецького воєводства.
Населення — 209 осіб (2011).
У 1975-1998 роках село належало до Плоцького воєводства.

## Демографія
Демографічна структура станом на 31 березня 2011 року:
|          | Загалом | Допрацездатний вік | Працездатний вік | Постпрацездатний вік |
| -------- | ------- | ------------------ | ---------------- | -------------------- |
| Чоловіки | 106     | 24                 | 67               | 15                   |
| Жінки    | 103     | 23                 | 55               | 25                   |
| Разом    | 209     | 47                 | 122              | 40                   |